# Karolína Plíšková
Karolína Plíšková (teraz oficjalnie Karolína Hrdličková, ur. 21 marca 1992 w Lounach) – czeska tenisistka, mistrzyni juniorskiego Australian Open 2010 w grze pojedynczej dziewcząt, zdobywczyni Pucharu Federacji w 2015 i 2016 roku, finalistka US Open 2016 i Wimbledonu 2021, liderka rankingu WTA od 17 lipca 2017 do 10 września 2017.

## Kariera tenisowa
Karolina Plíšková jest córką Radka i Martiny Plíšków. Ma siostrę bliźniaczkę Kristýnę, również tenisistkę. Tenisem zainteresowała się w wieku pięciu lat. W marcu 2006 rozpoczęła występy w juniorskich turniejach Międzynarodowej Federacji Tenisowej. Już w swoim drugim indywidualnym starcie w Rydze doszła do finału, eliminując po drodze m.in. Weronikę Domagałę i Annę Mydłowską. Po czterech latach przerwy odnotowała dopiero drugi finał w karierze i zrobiła to podczas wielkoszlemowego Australian Open 2010. W Melbourne okazała się najlepsza, wygrywając decydującą rozgrywkę z Laurą Robson. Została pierwszą od stycznia 2003 zawodniczką czeską, która wygrała turniej wielkoszlemowy dziewcząt w grze pojedynczej (wcześniej, również w Melbourne, dokonała tego Barbora Strýcová).
W grze podwójnej Karolina Plíšková występowała ze swoją siostrą. Pierwsze wspólne tytuły zdobyły w 2006 roku w Rydze i na Malcie. W Australian Open 2010 siostry Plíškove zadebiutowały w turnieju wielkoszlemowym w grze podwójnej dziewcząt, ale w drugiej rundzie uległy najwyżej rozstawionym Tímei Babos i Gabrieli Dabrowski.
W kwietniu 2006 zadebiutowała w kobiecych turniejach Międzynarodowej Federacji Tenisowej w chorwackim Cavtat. Dwa lata później po raz pierwszy zakończyła takie zmagania z tytułem mistrzyni – miało to miejsce w Bol – w finale ograła rozstawioną Florence Haring. W maju 2009 wywalczyła drugie zwycięstwo w Grado – jako kwalifikantka w turnieju głównym wyeliminowała trzy najwyżej rozstawione zawodniczki, czyli Julię Schruff, Sandrę Záhlavovą i Jorgelinę Cravero. We wrześniu była też najlepsza w Noto, pokonując w całej imprezie cztery Japonki i jedną Chinkę.
W maju 2006 Plíšková otrzymała dziką kartę do eliminacji turnieju WTA Tour w Pradze. Odpadła jednak w pierwszej rundzie. Rok później znalazła się w drabince głównej tych zawodów i w swoim pierwszym spotkaniu w profesjonalnym cyklu Plíšková przegrała z Olgą Puczkową. Stała się sensacyjną ćwierćfinalistką praskiej imprezy w 2008 roku, kiedy to pokonała Alicię Molik i Kaię Kanepi, ulegając dopiero Wiktoryi Azarance.

### 2013
3 marca 2013 roku odniosła pierwszy sukces w dotychczasowej karierze, wygrywając turniej rangi WTA Tour w Kuala Lumpur. W finale pokonała Bethanie Mattek-Sands wynikiem 1:6, 7:5, 6:3, kończąc pojedynek asem serwisowym. W kolejnym notowaniu po raz pierwszy w karierze awansowała do czołowej setki rankingu. W sezonie 2013 razem z siostrą osiągnęła też dwa deblowe finały zawodów cyklu WTA Tour. Pierwszy mecz mistrzowski Czeszki rozegrały w Palermo, ulegając parze Kristina Mladenovic–Katarzyna Piter wynikiem 1:6, 7:5, 8–10. Drugi, tym razem zwycięski finał, rozegrały w Linzu, pokonując Gabrielę Dabrowski i Alicję Rosolską 7:6(6), 6:4.

### 2014
W sezonie 2014 Czeszka osiągnęła mecz mistrzowski w zawodach singlowych w Pattai, w którym uległa Jekatierinie Makarowej 3:6, 6:7(7). Następnie awansowała w Norymberdze do finałów w obu konkurencjach. W finale singlowym przegrała z Eugenie Bouchard 2:6, 6:4, 3:6. W meczu mistrzowskim w grze podwójnej razem z Michaëllą Krajicek pokonały parę Raluca Olaru–Szachar Pe’er wynikiem 6:0, 4:6, 10–6. W lipcu razem z siostrą triumfowały na kortach w Bad Gastein, gdzie w finale wygrały z Andreją Klepač i Maríą-Teresą Torró-Flor 4:6, 6:3, 10–6. We wrześniu w Hongkongu przegrała w finale z Sabine Lisicki 5:7, 3:6. W grze podwójnej siostry odniosły kolejne zwycięstwo, pokonawszy Patricię Mayr-Achleitner i Arinę Rodionową 6:2, 2:6, 12–10. W następnym tygodniu tenisistka wygrała turniej singlowy w Seulu, w ostatnim meczu zwyciężając z Varvarą Lepchenko wynikiem 6:3, 6:7(5), 6:2. W październiku w Linz wygrała w finale z Camilą Giorgi 6:7(4), 6:3, 7:6(4).

### 2015
W sezonie 2015 Czeszka osiągnęła finał w Sydney, gdzie przegrała 6:7(5), 6:7(6) z Petrą Kvitovą. W zawodach WTA Premier 5 w Dubaju nie sprostała Simonie Halep, przegrywając 4:6, 6:7(4). Na tym samym etapie zakończyła zawody w Pradze, Birmingham i Stanford. Następnie dotarła do ćwierćfinału w Wuhanie, a na koniec zagrała w Zhuhai, gdzie w ostatniej rundzie przegrała minimalnie z Venus Williams, zajmując ostatecznie 11. miejsce w rankingu singlowym i 46. w deblowym.

### 2016
Jeszcze lepszy okazał się rok 2016, który zakończyła odpowiednio na 6. i 11. pozycji w rankingach singlowym i deblowym. Plíšková w marcu w Indian Wells w singlu osiągnęła półfinał (porażka z późniejszą triumfatorką Wiktoryją Azaranką 6:7(1), 6:1, 2:6), a w grze podwójnej, wspólnie z Julią Görges, przegrała w finale z amerykańską parą Bethanie Mattek-Sands-Coco Vandeweghe 6:4, 4:6, 6–10. Czerwiec okazał się pełen sukcesów w wykonaniu Czeszki. Rozpoczęła od zwycięstwa w turnieju rangi International w Nottingham (w decydującym meczu pokonała Alison Riske 7:6(8), 7:5), tydzień później w Birmingham zwyciężyła w turnieju deblowym – u boku Barbory Strýcovej pokonała Vanię King i Ałłę Kudriawcewą 6:3, 7:6(1). Później w Eastbourne doszła do finału, w którym uległa Dominice Cibulkovej 5:7, 3:6.
Podczas Wimbledonu, w grze pojedynczej doszła tylko do drugiej rundy (porażka z Misaki Doi 6:7(5) 3:6), za to w deblu (ponownie z Görges) osiągnęła półfinał, eliminując rundę wcześniej rozstawioną z numerem drugim francuską parę Caroline Garcia–Kristina Mladenovic 7:6(9), 6:3, w którym uległa późniejszym mistrzyniom Serenie i Venus Williams 6:7(3), 4:6.
W sierpniu nie wystartowała na Igrzyskach Olimpijskich w Rio de Janeiro, ale tydzień później pokonała Angelique Kerber w finale w Cincinnati 6:3, 6:1, powstrzymując Niemkę przed objęciem fotela liderki rankingu WTA. Taki sam skład meczu mistrzowskiego miał miejsce podczas wielkoszlemowego US Open, lecz tym razem Czeszka musiała uznać wyższość obejmującej pozycję liderki rankingu WTA Niemki, ulegając 3:6, 6:4, 4:6. W drodze do finału pokonała obie siostry Williams – w czwartej rundzie Venus 4:6, 6:4, 7:6(3), a w półfinale Serenę 6:2, 7:6(5).
Sezon zakończyła występem w Turnieju Mistrzyń zarówno w singlu, jak i w deblu. W grze pojedynczej wygrała z Garbiñe Muguruzą 6:2, 6:7(4), 7:5, lecz późniejsze porażki ze Swietłaną Kuzniecową (6:3, 2:6, 6:7(6)) i Agnieszką Radwańską (5:7, 3:6) spowodowały, iż zakończyła występ na fazie grupowej. W turnieju gry podwójnej, wspólnie z Görges, przegrała już w pierwszym meczu z rozstawionymi z numerem pierwszym parą Garcia–Mladenovic 4:6, 2:6.

### 2017
Sezon 2017 zaczęła od zwycięstwa w Brisbane, w finale pokonując Alizé Cornet 6:0, 6:3, a następnie dotarła do ćwierćfinału Australian Open, ulegając w nim Mirjanie Lučić-Baroni 4:6, 6:3, 4:6. W lutym wygrała w Doha, zwyciężając w decydującym meczu z Caroline Wozniacki 6:3, 6:4. W marcu osiągnęła półfinały amerykańskich turniejów w Indian Wells i Miami.
Na kortach ziemnych w Stuttgarcie przegrała w ćwierćfinale ze zdobywczynią tytułu Laurą Siegemund. W rodzimej Pradze odpadła w pierwszej rundzie. W Rzymie wygrała tylko jeden mecz, za to w Madrycie osiągnęła ćwierćfinał, w którym pokonała ją triumfatorka zawodów Elina Switolina. Na kortach Rolanda Garrosa doszła do półfinału, ulegając Simonie Halep 4:6, 6:3, 3:6.
Następnie Plíšková wygrała turniej rozgrywany na trawie w Eastbourne, pokonując między innymi Swietłanę Kuzniecową i w finale Caroline Wozniacki 6:4, 6:4. Na Wimbledonie przegrała w drugiej rundzie z półfinalistką tego turnieju, Magdaléną Rybárikovą, chociaż zapisała na swoje konto pierwszego seta, a w drugim miała przewagę przełamania. Jednakże dzięki korzystnym rozstrzygnięciom pozostałych meczów, Czeszka uzyskała pozycję liderki rankingu WTA.
Zarówno w ćwierćfinale w Toronto, jak i w Cincinnati spotkała się z Wozniacki. Pierwszy z tych meczów przegrała, a drugi wygrała, ale w kolejnej rundzie uległa Garbiñe Muguruzie. Podczas US Open przegrała w ćwierćfinale z Coco Vandeweghe, tracąc tym samym pozycję liderki rankingu singlowego.

### 2018
Kolejny sezon zaczęła od półfinału w Brisbane. Następnie dotarła do ćwierćfinałów w Melbourne, Dubaju, Indian Wells i Miami. Wiosną na mączce ceglastej wygrała w Stuttgarcie oraz osiągnęła przedostatnią rundę w Madrycie. W Nowym Jorku doszła do ćwierćfinału, a jesienią triumfowała w Tokio.

## Historia występów wielkoszlemowych
Legenda
     W, wygrany turniej
     F, przegrana w finale
     SF, przegrana w półfinale
     QF, przegrana w ćwierćfinale
     xR, przegrana w x rundzie
     Qx, przegrana w x rundzie kwalifikacji
     A, brak startu
     NH, turniej nie odbył się

### Występy w grze pojedynczej
| Australian Open        | A    | A   | A   | A   | A   | A   | A   | 1R | 2R | 3R | 3R | QF | QF | SF | 3R | 3R | A  | QF | 1R | 0 / 11 | 26 – 11 |  |  |  |  |  |
| French Open            | A    | A   | A   | A   | A   | A   | 1R  | 1R | 2R | 2R | 1R | SF | 3R | 3R | 2R | 2R | 2R | 1R | 1R | 0 / 13 | 14 – 13 |  |  |  |  |  |
| Wimbledon              | A    | A   | A   | A   | A   | A   | 1R  | 2R | 2R | 2R | 2R | 2R | 4R | 4R | NH | F  | 2R | 1R | 1R | 0 / 12 | 18 – 12 |  |  |  |  |  |
| US Open                | A    | A   | A   | A   | A   | A   | A   | 1R | 3R | 1R | F  | QF | QF | 4R | 2R | QF | QF | 2R | 2R | 0 / 12 | 30 – 12 |  |  |  |  |  |
|                        |      |     |     |     |     |     |     |    |    |    |    |    |    |    |    |    |    |    |    |        |         |  |  |  |  |  |
| Ranking na koniec roku | 1168 | 860 | 427 | 228 | 203 | 159 | 120 | 67 | 24 | 11 | 6  | 4  | 8  | 2  | 6  | 4  | 32 | 37 |    | 0 / 48 | 88 – 48 |  |  |  |  |  |

### Występy w grze podwójnej
| Australian Open        | A | A   | A   | A | A   | A   | A   | A  | 1R | 1R | SF | 1R  | A   | A  | A  | A   | A   | A   | A | 0 / 4  | 4 – 4   |  |  |  |  |  |  |
| French Open            | A | A   | A   | A | A   | A   | A   | 1R | 1R | 2R | 3R | A   | A   | A  | A  | QF  | A   | A   | A | 0 / 5  | 6 – 5   |  |  |  |  |  |  |
| Wimbledon              | A | A   | A   | A | A   | A   | A   | 1R | 1R | 1R | SF | A   | A   | A  | NH | A   | A   | A   | A | 0 / 4  | 4 – 4   |  |  |  |  |  |  |
| US Open                | A | A   | A   | A | A   | A   | 1R  | 1R | 1R | 1R | 3R | A   | A   | A  | A  | A   | A   | 3R  | A | 0 / 6  | 4 – 6   |  |  |  |  |  |  |
|                        |   |     |     |   |     |     |     |    |    |    |    |     |     |    |    |     |     |     |   |        |         |  |  |  |  |  |  |
| Ranking na koniec roku | – | 917 | 818 | – | 364 | 130 | 102 | 77 | 46 | 46 | 11 | 414 | 208 | 96 | 86 | 124 | 329 | 234 |   | 0 / 19 | 18 – 19 |  |  |  |  |  |  |

### Występy w grze mieszanej
| Australian Open | A | A | A | A | A | A | A | A | A  | A | A | A | A | A | A  | A | A | A | A | 0 / 0 | 0 – 0 |  |  |  |  |  |  |
| French Open     | A | A | A | A | A | A | A | A | A  | A | A | A | A | A | NH | A | A | A | A | 0 / 0 | 0 – 0 |  |  |  |  |  |  |
| Wimbledon       | A | A | A | A | A | A | A | A | 2R | A | A | A | A | A | NH | A | A | A | A | 0 / 1 | 1 – 1 |  |  |  |  |  |  |
| US Open         | A | A | A | A | A | A | A | A | A  | A | A | A | A | A | NH | A | A | A | A | 0 / 0 | 0 – 0 |  |  |  |  |  |  |
|                 |   |   |   |   |   |   |   |   |    |   |   |   |   |   |    |   |   |   |   |       |       |  |  |  |  |  |  |
|                 |   |   |   |   |   |   |   |   |    |   |   |   |   |   |    |   |   |   |   | 0 / 1 | 1 – 1 |  |  |  |  |  |  |

## Finały turniejów WTA
| Legenda                     | Legenda |
| --------------------------- | ------- |
| Wielki Szlem                |         |
| Igrzyska olimpijskie        |         |
| WTA Tour Championships      |         |
| WTA Elite Trophy            |         |
| 2009 – 2020                 |         |
| WTA Premier Mandatory       |         |
| WTA Premier 5               |         |
| WTA Premier                 |         |
| WTA International Series    |         |
| WTA 125K series (2012–2020) |         |
| od 2021                     |         |
| WTA 1000 (obowiązkowe)      |         |
| WTA 1000 (nieobowiązkowe)   |         |
| WTA 500                     |         |
| WTA 250                     |         |
| WTA 125                     |         |

### Gra pojedyncza 34 (17–17)
| Końcowy wynik | Nr  | Data                 | Turniej      | Nawierzchnia   | Przeciwniczka         | Wynik finału        |
| ------------- | --- | -------------------- | ------------ | -------------- | --------------------- | ------------------- |
| Zwyciężczyni  | 1.  | 3 marca 2013         | Kuala Lumpur | Twarda         | Bethanie Mattek-Sands | 1:6, 7:5, 6:3       |
| Finalistka    | 1.  | 2 lutego 2014        | Pattaya      | Twarda         | Jekatierina Makarowa  | 3:6, 6:7(7)         |
| Finalistka    | 2.  | 24 maja 2014         | Norymberga   | Ceglana        | Eugenie Bouchard      | 2:6, 6:4, 3:6       |
| Finalistka    | 3.  | 14 września 2014     | Hongkong     | Twarda         | Sabine Lisicki        | 5:7, 3:6            |
| Zwyciężczyni  | 2.  | 21 września 2014     | Seul         | Twarda         | Varvara Lepchenko     | 6:3, 6:7(5), 6:2    |
| Zwyciężczyni  | 3.  | 12 października 2014 | Linz         | Twarda (hala)  | Camila Giorgi         | 6:7(4), 6:3, 7:6(4) |
| Finalistka    | 4.  | 16 stycznia 2015     | Sydney       | Twarda         | Petra Kvitová         | 6:7(5), 6:7(6)      |
| Finalistka    | 5.  | 21 lutego 2015       | Dubaj        | Twarda         | Simona Halep          | 4:6, 6:7(4)         |
| Zwyciężczyni  | 4.  | 2 maja 2015          | Praga        | Ceglana        | Lucie Hradecká        | 4:6, 7:5, 6:3       |
| Finalistka    | 6.  | 21 czerwca 2015      | Birmingham   | Trawiasta      | Angelique Kerber      | 7:6(5), 3:6, 6:7(4) |
| Finalistka    | 7.  | 9 sierpnia 2015      | Stanford     | Twarda         | Angelique Kerber      | 3:6, 7:5, 4:6       |
| Finalistka    | 8.  | 8 listopada 2015     | Zhuhai       | Twarda (hala)  | Venus Williams        | 5:7, 6:7(6)         |
| Zwyciężczyni  | 5.  | 12 czerwca 2016      | Nottingham   | Trawiasta      | Alison Riske          | 7:6(8), 7:5         |
| Finalistka    | 9.  | 25 czerwca 2016      | Eastbourne   | Trawiasta      | Dominika Cibulková    | 5:7, 3:6            |
| Zwyciężczyni  | 6.  | 21 sierpnia 2016     | Cincinnati   | Twarda         | Angelique Kerber      | 6:3, 6:1            |
| Finalistka    | 10. | 10 września 2016     | US Open      | Twarda         | Angelique Kerber      | 3:6, 6:4, 4:6       |
| Zwyciężczyni  | 7.  | 7 stycznia 2017      | Brisbane     | Twarda         | Alizé Cornet          | 6:0, 6:3            |
| Zwyciężczyni  | 8.  | 18 lutego 2017       | Doha         | Twarda         | Caroline Wozniacki    | 6:3, 6:4            |
| Zwyciężczyni  | 9.  | 1 lipca 2017         | Eastbourne   | Trawiasta      | Caroline Wozniacki    | 6:4, 6:4            |
| Zwyciężczyni  | 10. | 29 kwietnia 2018     | Stuttgart    | Ceglana (hala) | Coco Vandeweghe       | 7:6(2), 6:4         |
| Zwyciężczyni  | 11. | 23 września 2018     | Tokio        | Twarda (hala)  | Naomi Ōsaka           | 6:4, 6:4            |
| Finalistka    | 11. | 14 października 2018 | Tiencin      | Twarda         | Caroline Garcia       | 6:7(7), 3:6         |
| Zwyciężczyni  | 12. | 6 stycznia 2019      | Brisbane     | Twarda         | Łesia Curenko         | 4:6, 7:5, 6:2       |
| Finalistka    | 12. | 30 marca 2019        | Miami        | Twarda         | Ashleigh Barty        | 6:7(1), 3:6         |
| Zwyciężczyni  | 13. | 19 maja 2019         | Rzym         | Ceglana        | Johanna Konta         | 6:3, 6:4            |
| Zwyciężczyni  | 14. | 29 czerwca 2019      | Eastbourne   | Trawiasta      | Angelique Kerber      | 6:1, 6:4            |
| Zwyciężczyni  | 15. | 15 września 2019     | Zhengzhou    | Twarda         | Petra Martić          | 6:3, 6:2            |
| Zwyciężczyni  | 16. | 12 stycznia 2020     | Brisbane     | Twarda         | Madison Keys          | 6:4, 4:6, 7:5       |
| Finalistka    | 13. | 21 września 2020     | Rzym         | Ceglana        | Simona Halep          | 0:6, 1:2 krecz      |
| Finalistka    | 14. | 16 maja 2021         | Rzym         | Ceglana        | Iga Świątek           | 0:6, 0:6            |
| Finalistka    | 15. | 10 lipca 2021        | Wimbledon    | Trawiasta      | Ashleigh Barty        | 3:6, 7:6(4), 3:6    |
| Finalistka    | 16. | 15 sierpnia 2021     | Montreal     | Twarda         | Camila Giorgi         | 3:6, 5:7            |
| Zwyciężczyni  | 17. | 11 lutego 2024       | Kluż-Napoka  | Twarda (hala)  | Ana Bogdan            | 6:4, 6:3            |
| Finalistka    | 17. | 16 czerwca 2024      | Nottingham   | Trawiasta      | Katie Boulter         | 6:4, 3:6, 2:6       |

### Gra podwójna 7 (5–2)
| Końcowy wynik | Nr | Data                 | Turniej      | Nawierzchnia  | Partnerka          | Przeciwniczki                            | Wynik finału    |
| ------------- | -- | -------------------- | ------------ | ------------- | ------------------ | ---------------------------------------- | --------------- |
| Finalistka    | 1. | 13 lipca 2013        | Palermo      | Ceglana       | Kristýna Plíšková  | Kristina Mladenovic Katarzyna Piter      | 1:6, 7:5, 8–10  |
| Zwyciężczyni  | 1. | 13 października 2013 | Linz         | Twarda (hala) | Kristýna Plíšková  | Gabriela Dabrowski Alicja Rosolska       | 7:6(6), 6:4     |
| Zwyciężczyni  | 2. | 24 maja 2014         | Norymberga   | Ceglana       | Michaëlla Krajicek | Raluca Olaru Szachar Pe’er               | 6:0, 4:6, 10–6  |
| Zwyciężczyni  | 3. | 13 lipca 2014        | Bad Gastein  | Ceglana       | Kristýna Plíšková  | Andreja Klepač María-Teresa Torró-Flor   | 4:6, 6:3, 10–6  |
| Zwyciężczyni  | 4. | 14 września 2014     | Hongkong     | Twarda        | Kristýna Plíšková  | Patricia Mayr-Achleitner Arina Rodionowa | 6:2, 2:6, 12–10 |
| Finalistka    | 2. | 20 marca 2016        | Indian Wells | Twarda        | Julia Görges       | Bethanie Mattek-Sands Coco Vandeweghe    | 6:4, 4:6, 6–10  |
| Zwyciężczyni  | 5. | 19 czerwca 2016      | Birmingham   | Trawiasta     | Barbora Strýcová   | Vania King Ałła Kudriawcewa              | 6:3, 7:6(1)     |

## Występy w Turnieju Mistrzyń

### W grze pojedynczej
| Rok  | Rezultat     | Przeciwniczka                                             | Wynik                                      |
| 2016 | Faza grupowa | Garbiñe Muguruza Swietłana Kuzniecowa Agnieszka Radwańska | 6:2, 6:7(4), 7:5 6:3, 2:6, 6:7(6) 5:7, 3:6 |
| 2017 | Półfinał     | Caroline Wozniacki                                        | 6:7(9), 3:6                                |
| 2018 | Półfinał     | Sloane Stephens                                           | 6:0, 4:6, 1:6                              |
| 2019 | Półfinał     | Ashleigh Barty                                            | 6:4, 2:6, 3:6                              |
| 2021 | Faza grupowa | Garbiñe Muguruza Anett Kontaveit Barbora Krejčíková       | 4:6, 6:2, 7:6(6) 4:6, 0:6 0:6, 6:4, 6:4    |

### W grze podwójnej
| Rok  | Rezultat    | Partnerka    | Przeciwniczki                       | Wynik    |
| 2016 | Ćwierćfinał | Julia Görges | Caroline Garcia Kristina Mladenovic | 4:6, 2:6 |

## Występy w Turnieju WTA Elite Trophy

### W grze pojedynczej
| Rok  | Rezultat | Przeciwniczka  | Wynik       |
| 2015 | Finał    | Venus Williams | 5:7, 6:7(6) |

## Wygrane turnieje rangi ITF
| turnieje z pulą nagród 100 000 $ |
| turnieje z pulą nagród 75 000 $  |
| turnieje z pulą nagród 50 000 $  |
| turnieje z pulą nagród 25 000 $  |
| turnieje z pulą nagród 15 000 $  |
| turnieje z pulą nagród 10 000 $  |

### Gra pojedyncza
|     | Data       | Turniej    | ($)    | Naw.     | Finalistka        | Wynik               |
| 1.  | 20/04/2008 | Bol        | 10 000 | ziemna   | Florence Haring   | 6:4, 7:5            |
| 2.  | 31/05/2009 | Grado      | 25 000 | ziemna   | Julia Schruff     | 7:6(2), 7:5         |
| 3.  | 13/09/2009 | Noto       | 25 000 | dywanowa | Shiho Hisamatsu   | 3:6, 7:6(2), 7:6(9) |
| 4.  | 02/05/2010 | Gifu       | 50 000 | twarda   | Sun Shengnan      | 6:3, 3:6, 6:3       |
| 5.  | 24/10/2010 | Glasgow    | 25 000 | twarda   | Irini Jeorgatu    | 3:6, 6:0, 6:3       |
| 6.  | 23/10/2011 | Makinohara | 25 000 | dywanowa | Erika Sema        | 6:7(5), 6:2, 6:0    |
| 7.  | 30/10/2011 | Hamanako   | 25 000 | dywanowa | Junri Namigata    | 6:2, 7:6(4)         |
| 8.  | 05/01/2012 | Grenoble   | 25 000 | twarda   | Kristýna Plíšková | 7:6(11), 7:6(6)     |
| 9.  | 18/11/2012 | Zawada     | 25 000 | dywanowa | Ana Vrljić        | 6:3, 6:2            |
| 10. | 14/09/2013 | Sanya      | 50 000 | twarda   | Zheng Saisai      | 6:3, 6:4            |

## Finały juniorskich turniejów wielkoszlemowych

### Gra pojedyncza (1)
| Końcowy wynik | Rok  | Turniej         | Nawierzchnia | Przeciwniczka | Wynik finału |
| Zwyciężczyni  | 2010 | Australian Open | Twarda       | Laura Robson  | 6:1, 7:6(5)  |